# Amand Pinsard
Pour les articles homonymes, voir Pinsard.
Amand Pinsard, né le 29 mai 1887 à Nercillac (Charente) et mort le 10 mai 1953 à Ceyzériat (Ain), est un pilote de chasse de la Première Guerre mondiale, pendant laquelle il remporte vingt-sept victoires homologuées. général en 1940, il est une personnalité de la collaboration en France durant la Seconde Guerre mondiale.

## Biographie

### Service militaire et Première Guerre mondiale
Né dans une famille d'agriculteurs, Amand Pinsard s'engage dans l'armée en 1906 et sert au 2e régiment de Spahis au Maroc jusqu'en 1908, où il est affecté au 1er régiment de chasseurs à cheval en France. Il se porte alors volontaire pour servir dans l'aviation militaire, et, obtenant son brevet de pilote le 15 février 1913, est l'un des rares pilotes militaires d'avant-guerre. Il sert dans l'Escadrille MS23 (en) en août 1914.
Envoyé au front dès le début des hostilités avec l'escadrille SPA 23, créée à Saint-Cyr-l'École (où il croise Roland Garros), il fut fait prisonnier le 8 février 1915, après que son appareil eut effectué un atterrissage forcé derrière les lignes allemandes.
Il entreprend plusieurs tentatives d'évasion ; après plusieurs échecs et une année de captivité, il réussit à s'évader en compagnie d'un camarade en creusant un tunnel sous le mur de leur prison.
Après avoir rejoint les lignes alliées, il est promu lieutenant et reprend l'entraînement pour prendre en mains les nouveaux avions de chasse mis en service pendant sa captivité.
Il est alors versé dans l'Escadrille N 26 où il pilote le tout premier chasseur SPAD S.VII envoyé au front, puis la N78 dont il prend le commandement. Il termine la guerre dans son ancienne escadrille, la SPA 23, remportant un total de vingt-sept victoires aériennes confirmées entre le 1er novembre 1916 et le 22 août 1918, dont neuf contre des ballons d'observation ennemis. Il a été l'un des premiers pilotes à combattre avec le SPAD S.VII, son appareil étant peint en noir.
En 1916, il est décoré de la Légion d'honneur, puis est élevé au titre d'officier en 1917. Il est 8e dans la « liste des as » pour le nombre d'avions abattus confirmés,.
Resté dans l'armée en tant que militaire d'active, il monte progressivement en grade et accède à des postes à responsabilité dans l'aviation de chasse durant l'entre-deux-guerres. En 1929, il est impliqué dans une affaire de corruption après avoir accepté la rétribution d'une société aéronautique en échange de son appui pour une commande ; l'affaire est étouffée par le ministre de l'Air Laurent Eynac.
En 1932, il crée et commande la 7e escadre de chasse, au terrain de Dijon. En novembre 1936, il commande la 11e Brigade de Chasse, affectée à la base aérienne 122 Chartres-Champhol. En 1940, avec le grade de général il commande le groupe de chasse 21, à Gouvieux-Chantilly.

### Seconde Guerre mondiale et collaboration
Amand Pinsard sert toujours dans l'Armée de l'air française pendant la Seconde Guerre mondiale, en tant que commandant du Groupe de Chasse 21. Il a à sa disposition un Morane Saulnier 406 peint en noir, marqué de la cigogne de l'ex-SPA 26, qu'il baptise « Le Pirate ». Il est très grièvement blessé, au sol, le 6 juin 1940 lors du bombardement de l'aérodrome des Aigles, à Gouvieux-Chantilly (Oise). Hospitalisé à Paris et soigné par le docteur Thierry de Martel, il quitte la capitale dans une ambulance juste avant l'arrivée des troupes allemandes.
Réfugié en zone libre où il passe sa convalescence au Canet, il y rumine les causes de la défaite dans une lettre au maréchal Pétain dans laquelle il plaide pour une dictature militaire implacable pour redresser le pays : « Le français ne demande qu'à être dirigé, il suffit donc de lui donner les chefs qui en sont aptes ». 
Guéri de ses blessures, Pinsard s'installe à Vichy et y milite pour l'acquittement d'Émile Dewoitine, incarcéré par le régime de Vichy. Il est en fait rétribué par le gouvernement japonais qui souhaite embaucher l'industriel français. Le général Jean Bergeret fait alors expulser le général Pinsard de Vichy. Ce dernier se fixe alors à Paris au début de l'année 1942, où il se rapproche des cercles collaborationnistes et soutient le gouvernement de Pierre Laval lors de réunions politiques. Au mois d'août 1943, il accepte la responsabilité d'inspecteur général des œuvres sociales de la Légion des volontaires français contre le bolchevisme (LVF).
Il est arrêté par la police à la Libération le 1er septembre 1944 et interné à la prison de Fresnes. Jugé pour faits de collaboration, il est condamné le 6 novembre 1944 aux travaux forcés à perpétuité et à la confiscation de ses biens par la Cour de justice de la Seine. Il bénéficie des mesures de clémence : sa peine est commuée en 1946 à dix années de prison. Il est libéré en 1947 et rétabli dans ses droits à pension de général en 1948. Son fils, Jacques, qu'il a fait inscrire à la Milice en 1944, est condamné à l'indignité nationale et part pour l'Argentine, où il meurt d'un accident de la route en 1947.
Amand Pinsard meurt le 10 mai 1953, âgé de 65 ans à Ceyzériat (Ain), lors d'un dîner d'anciens pilotes, les « Vieilles Tiges ». Le corps du général Pinsard a été inhumé une première fois à Bourg-en-Bresse puis transféré ultérieurement au cimetière d'Arcachon (carré 15).

### Compétitions aéronautiques
En mai 1922, Armand Pinsard participe à la Coupe Lamblin, qui est une course à handicap sur le circuit Paris – Bruxelles – Londres – Paris et en prend la tête le 31 mai 1922 avec son biplan Nieuport de 300 chevaux.

## Décorations
- Grand officier de la Légion d'honneur (23 décembre 1937)[7]
- Médaille militaire
- Croix de guerre 1914–1918 (15 citations)
- Médaille coloniale
- Croix militaire (Royaume-Uni)
- Médaille de bronze de la vaillance militaire (Italie)